# Marija Mercina
Marija Mercina, slovenska literarna zgodovinarka, pisateljica in slovenistka, se je rodila 31. decembra 1948 v Postojni. Diplomirala je 1974 na Filozofski fakulteti iz slovenščine in primerjalne književnosti. Leta 2003 je magistrirala iz uvoda v lingvostilistično analizo proze Cirila Kosmača. Pred upokojitvijo je poučevala slovenščino na gimnaziji v Novi Gorici.

## Življenjepis
Marija Mercina prihaja iz sproletarizirane kmečke družine, je edinka Pavla Mercine in Hermine Vidrih z Goč. Osnovno šolo je obiskovala na Gočah in kasneje, po preselitvi, v Ajdovščini. Po končani osemletki se je vpisala na gimnazijo v Novi Gorici, kjer je uspešno maturirala. Šolanje je nadaljevala na Filozofski fakulteti v Ljubljani, študirala je slovenščino in primerjalno književnost ter diplomirala leta 1974. Leta 2003 je končala magisterij iz lingvostilistike.
Po končanem šolanju je najprej delala v Lavričevi knjižnici v Ajdovščini, med letoma 1973 in 1979 pa je poučevala slovenščino na več srednjih šolah v Idriji. Delo profesorice je nadaljevala v Novi Gorici, nazadnje je poučevala na novogoriški gimnaziji. Slovenščino je poučevala tudi kot drugi tuji jezik v Špetru Slovenov, v Ronkah, v Gorici in na Seminarju slovenskega jezika, literature in kulture na Filozofski fakulteti v Ljubljani. Pri Univerzi za tretje življenjsko obdobje v Novi Gorici je vodila krožek Peripatetika. Od leta 1980 se oglaša v revijalnem tisku kot publicistka in literarna zgodovinarka, od leta 1988, ko je v Primorskih srečanjih izšla njena prva novela, objavlja tudi leposlovna dela, eseje, recenzije in strokovne članke. S svojo novelistiko je zbujala pozornost tudi v Sodobnosti. Med drugim je uredila zbornik Pogovori srca in napisala predgovor knjigi Mrtvo morje Marjana Tomšiča.
Ureja tudi Zbrano delo Cirila Kosmača. Profesorica se že od študija naprej ukvarja s pisateljevim življenjem in delom, objavila je tudi že več člankov o njem v Sodobnosti, Slovenščini v šoli in Planinskem vestniku. Od leta 1993 pa se lahko pohvali z nazivom svetnice.
Je članica Združenja književnikov in Slavističnega društva Slovenije.
Trenutno živi v Novi Gorici, že večkrat babica, in mati dveh hčera, Hermine in Ane Ogrič.

## Dela
- Imena (1992) Cobiss
- Trio Tripičje … v pisemskem romanu Fukljica (soavtorstvo, 1997) Cobiss
- Proza Cirila Kosmača: uvod v lingvostilistično analizo (2003) Cobiss
- Ženska hiša: pripovedi (2005) Cobiss Elektronski vir
- uredila zbornik Pogovori srca: zbornik ob 90-letnici rojstva Ljubke Šorli (2002) Cobiss

Poleg tega je avtorica številnih kratkih zgodb ter člankov, ki jih objavlja v literarnih (Dialogi, Sodobnost, Jadranski koledar, Prelivanja, Žuborenje Slovenije) in strokovnih (Jezik in slovstvo, Primorska srečanja, Zbornik SSJLK) publikacijah.